# Інжпроект-2
Інжпроект-2 — провідна проектно-будівельна компанія в місті Умань і одна з провідних у Черкаській області.
Адреса організації: вул. Андрія Кизила, 4а, м. Умань, Черкаська обл., Україна

## Діяльність
Організація здійснює комплексно і окремо всі види будівельних, ремонтно-будівельних та проєктних робіт з гарантією, здатні реалізувати проєкт різної складності від споруди малих архітектурних форм до великих архітектурних комплексів.
На підприємстві працюють професійні інженери-будівельники, архітектори, проєктувальники, талановиті дизайнери, і висококваліфіковані робочі будівельних спеціальностей.
Повністю укомплектована сучасною будівельною технікою, механізмами і обладнанням виробнича база, дозволяє в короткі терміни вирішувати переважну більшість будівельних завдань.
В активі понад 300 проєктів виконаних для наших замовників, велике портфоліо об'єктів, які можна побачити на території міста Умань і Уманського району.

## Виконані об'єкти
- Стадіон ім. Котовського
- Адміністративний корпус дендропарку Софіївка та об'єкти в самому парку
- Готель-ресторан «Дружба» (Будинок творчості вчених)
- Магазини та торгові центри Умані
- Власна адміністративно-офісна будівля «Інжпроект-2»
- Адміністративні будівлі фінансових установ Умані
- Приватні будинки різної складності та багатоповерхові житлові будинки
- Будівлі державник структур та інші